# Go Your Own Way
Go Your Own Way är en låt skriven av Lindsey Buckingham och lanserad av rockgruppen Fleetwood Mac. Låten släpptes som singel i januari 1977, och fanns senare samma år med på albumet Rumours. Singeln blev deras första att nå topp 10 i USA, men den blev inte lika framgångsrik i hemlandet Storbritannien där den nådde trettioåttonde plats. I Nederländerna gick singeln allra bäst och nådde förstaplatsen på singellistan. Låten handlar om Buckinghams och Stevie Nicks förhållande som under inspelningarna av albumet började krackelera.
Låten blev listad som #120 i magasinet Rolling Stones lista The 500 Greatest Songs of All Time. Den är även medtagen i Rock and Roll Hall of Fames lista "500 låtar som skapade rock'n'roll". Låten har funnits med i filmerna Forrest Gump (1994) och Casino (1995).

## Listplaceringar
- Billboard Hot 100, USA: #10[3]
- UK Singles Chart, Storbritannien: #38[4]
- RPM, Kanada: #11[5]
- Nederländerna: #1[6]
- Nya Zeeland: #23[7]